# انسداد مخرج البطين
إن انسداد مخرج البطين هو أحد أنواع عيوب القلب الخلقية حيث يكون مخرج البطين الأيمن أو الأيسر مسدودًا أو محصرًا. وتمثل تلك الانسدادات مجموعة من الأمراض.

## الجانب الأيمن
قد يكون انسداد مخرج البطين الأيمن  (RVOTO) نتيجة لوجود عيب في الصمام الرئوي، أو منطقة ما فوق الصمام، أو القمع، أو الشريان الرئوي.
- رتق الرئة
- تضيق الصمام الرئوي
- متلازمة القلب الأيمن الناقص التنسج

## الجانب الأيسر
قد يكون انسداد مخرج البطين الأيسر (LVOTO) نتيجة وجود عيب في الصمام الأبهري، أو وجود عيب على المستوى تحت الصمام أو فوق الصمام.
- تضيق الصمام الأبهري
- تضيق الأبهر
- متلازمة القلب الأيسر الناقص التنسج